# Nikolaus Resa
Nikolaus Resa (ur. 1980 w Berlinie) – niemiecki pianista, kameralista i pedagog.

## Życiorys
Urodzony w Berlinie jest synem altowiolisty Neitharda Resy i wnukiem skrzypka Johannesa Bastiaana. Pierwsze lekcje gry na fortepianie otrzymał w wieku czterech lat. W wieku sześciu lat zaczął również grać na skrzypcach. W 1991 roku został przyjęty jako młody student do Instytutu Juliusa Sterna na Uniwersytecie Sztuki w Berlinie. Grę na fortepianie studiował pod kierunkiem prof. Georga Savy w Hochschule für Musik Hanns Eisler Berlin. Już w tym czasie poświęcił się intensywnie muzyce kameralnej i akompaniamentowi pieśni. Ważne impulsy do rozwoju otrzymał od Thomasa Brandisa, Wolfganga Boettchera, Ulfa Wallina i Wolframa Riegera. Ukończył następnie solistyczne kameralne studia podyplomowe w klasie prof. Markusa Beckera w Hochschule für Musik, Theater und Medien Hannover.

## Działalność kameralistyczna
Nikolaus Resa jest pianistą odnoszącego międzynarodowe sukcesy Berlin Piano Trio, z którym w 2009 roku wygrał Międzynarodowy Konkurs Muzyki Kameralnej im. Josepha Haydna w Wiedniu i zdobył nagrodę publiczności. Jego wysoka elastyczność i zdolność adaptacji sprawiają, że jest poszukiwanym kompanem pianistycznym w szerokiej gamie formacji, od duetu po kwintet fortepianowy. Jego partnerami w dziedzinie muzyki kameralnej byli Daniel Stabrawa, Gabriel Schwabe, Tobias Feldmann, Peter Rainer, Andreas Willwohl i Hartmut Rohde.

## Działalność orkiestrowa
Przez wiele lat współpracował jako pianista orkiestrowy z Filharmonią Berlińską, Deutsches Sinfonie-Orchester Berlin, Konzerthausorchester Berlin, Kammerakademie Potsdam, Filharmonią Monachijską.

## Działalność pedagogiczna
Nikolaus Resa od 2009 roku jest pianistą akompaniatorem oraz wykładowcą muzyki kameralnej na Uniwersytecie Sztuki w Berlinie. W tej roli jest również częstym gościem w Hochschule für Musik Hanns Eisler Berlin oraz Akademii im. Herberta von Karajana działającej przy Filharmonii Berlińskiej.

## Wybrana dyskografia
• 2020:  Debussy, Franck, Fabiańska-Jelińska z Katarzyną Polonek, Krzysztofem Polonkiem i Marcinem Sikorskim (w trakcie procesu wydawniczego)
• 2016: Dvořák. Brahms z Berlin Piano Trio (wyd. QBK)
• 2015: Beyond the Tango z Berlin Piano Trio (wyd. Rime Records)
• 2015: IPPNW-Benefizkonzert für Flüchtlinge z Berlin Piano Trio oraz Christianem Brücknerem - na żywo z Filharmonii Berlińskiej (wyd. IPPNW-Concerts)